# Antonio Rodríguez (pięcioboista)
Antonio Rodríguez (ur. 17 marca 1926 w Rosario, zm. 15 maja 2007 w Buenos Aires) – argentyński pięcioboista nowoczesny, przewodniczący Argentyńskiego Komitetu Olimpijskiego w latach 1977–2005, założyciel Argentyńskiej Akademii Olimpijskiej, od 1990 członek, a od 2006 honorowy członek Międzynarodowego Komitetu Olimpijskiego. Był członkiem Międzynarodowego Komitetu Fair Play.
Jako pięcioboista zajął trzecie miejsce w rywalizacji drużynowej na Igrzyskach Panamerykańskich w 1951. Rodriguez osiągał również sukcesy sportowe jako szermierz, pływak, tenisista i strzelec na zawodach krajowych Igrzyskach Południowoamerykańskich.
Był zawodowym wojskowym, dosłużył się stopnia pułkownika.